# Reynaldo Zambrana
Ángel Reynaldo Zambrana (La Chojlla (Sud Yungas), 20 juli 1957) is een voormalig Boliviaans voetballer, die speelde als middenvelder. Hij beëindigde zijn actieve loopbaan in 1993 bij de Boliviaanse club Club Petrolero. Sindsdien is hij werkzaam als automonteur.

## Clubcarrière
Zambrana begon zijn professionele loopbaan in 1979 bij Club Bolívar en kwam daarnaast uit voor de Boliviaanse topclub The Strongest. Hij won in totaal driemaal de Boliviaanse landstitel.

## Interlandcarrière
Zambrana speelde in totaal drie officiële interlands voor Bolivia in de periode 1983-1985. Onder leiding van bondscoach Wilfredo Camacho maakte hij zijn debuut op 19 juli 1983 in de vriendschappelijke thuiswedstrijd tegen Chili (1-2), net als Rolando Coimbra, Eduardo Terrazas, Carlos Arias en Carlos Urizar.
| Interlands van Reynaldo Zambrana voor Bolivia | Interlands van Reynaldo Zambrana voor Bolivia | Interlands van Reynaldo Zambrana voor Bolivia | Interlands van Reynaldo Zambrana voor Bolivia | Interlands van Reynaldo Zambrana voor Bolivia | Interlands van Reynaldo Zambrana voor Bolivia |
| №                                             | Datum                                         | Wedstrijd                                     | Uitslag                                       | Competitie                                    | Goals                                         |
| --------------------------------------------- | --------------------------------------------- | --------------------------------------------- | --------------------------------------------- | --------------------------------------------- | --------------------------------------------- |
| 1                                             | 19.07.1983                                    | Bolivia – Chili                               | 1–2                                           | Oefeninterland                                |                                               |
| 2                                             | 06.02.1985                                    | Bolivia – Uruguay                             | 0–1                                           | Oefeninterland                                |                                               |
| 3                                             | 17.02.1985                                    | Peru – Bolivia                                | 3–0                                           | Oefeninterland                                |                                               |